# Mae Sot
Mae Sot (tiếng Thái: แม่สอด) là một thị xã và huyện ở tỉnh Tak, Thái Lan. Huyện này nằm ở biên giới Thái Lan-Myanmar với sông Moei là biên giới tự nhiên.  Các huyện giáp ranh là: (theo hướng Bắc thuận chiều kim đồng hồ): Mae Ramat, Mueang Tak và Phop Phra. Bên kia sông Moei là Myawaddy, một thị xã thuộc Myanmar. Mae Sot có cự ly 86 km so với Mueang Tak và được kết nối giao thông đường bộ bằng xa lộ 105, cũng là đường Xuyên Á AH1.

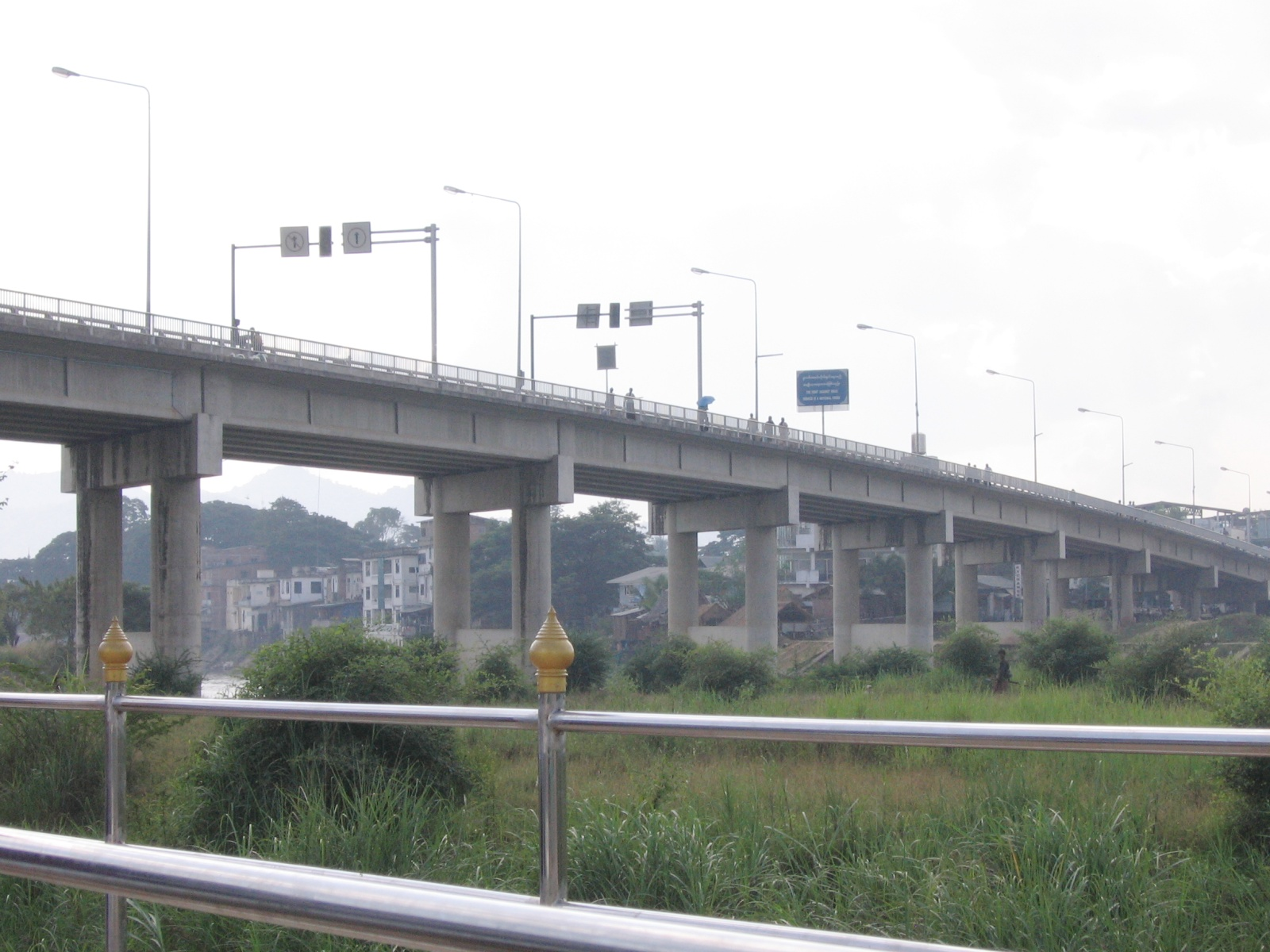
Cầu hữu nghị Thái-Myanmar

Ở đây có cầu hữu nghị Thái-Miến được xây năm 1997. At the entrance of the bridge is the immigration office which is open from 6 a.m. to 6 p.m.
Mae Sot có sân bay nội địa. Do giá nhiên liệu cao, hãng Phuket Air đã hủy bỏ tuyến Bangkok và Mae Sot.
Cynthia Maung nằm ngay bên ngoài Mae Sot, về phía biên giới với Myanmar là một nơi có nhiều dân tị nạn Myanmar.

## Hành chính
Huyện (amphoe) Mae Sot được chia ra 10 phó huyện (Tambon), các đơn vị này lại được chia ra thành 86 làng (muban). The town (thesaban mueang) Mae Sot nằm trên toàn bộ tambon Mae Sot. Tha Sai Luat và Mae Ku là thị trấn  (thesaban tambon), mỗi đơn vị nằm trên một phần của tambon cùng tên. Có 9 tổ chức hành chính tambon.
| STT. | Tên      | Tên Thái |  |  |     |                     |             |  |
| 1.   | Mae Sot  | แม่สอด    |  |  | 6.  | Tha Sai Luat        | ท่าสายลวด    |  |
| 2.   | Mae Ku   | แม่กุ      |  |  | 7.  | Mae Pa              | แม่ปะ        |  |
| 3.   | Phawo    | พะวอ     |  |  | 8.  | Mahawan             | มหาวัน       |  |
| 4.   | Mae Tao  | แม่ตาว    |  |  | 9.  | Dan Mae La Mao      | ด่านแม่ละเมา  |  |
| 5.   | Mae Kasa | แม่กาษา   |  |  | 10. | Phra That Pha Daeng | พระธาตุผาแดง |  |

Đang có kế hoạch lập tỉnh mới với trung tâm là Mae Sot, gồm 5 huyện biên giới của tỉnh Tak. Ngoài ra, thị xã cũng được quy hoạch thành vùng đô thị gồm các  tambon Mae Sot, Mae Pa và Tha Sai Luat.